# Góra Schwabego
Góra Schwabego je kopec s nadmořskou výškou 125 m, který se nachází nad soutokem Potoka Oliwského (Jelitkowského) s Potokem Czystej Wody v Trojměstském krajinném parku (Trójmiejski Park Krajobrazowy) ve čtvrti Oliwa města Gdaňsk v Pomořském vojvodství v Polsku. Kopec nabízí vyhlídku „Widok VIII. "Andrzej"“ na Gdaňsk a Gdaňský záliv Baltského moře.

## Další informace
Pod severními svahy kopce teče Potok Czystej Wody v Dolině Zgniłych Mostów a v Dolině Czystej Wody, která je stejnojmennou přírodní rezervací. Pod jižními svahy kopce teče Potok Oliwski v Dolině Radości a Dolině Schwabego. K vrcholu kopce a na vyhlídku vedou značené turistické stezky. Na jižních svazích je místo bývalého lyžařského skokanského můstku a také balvany (Glazy Narzutowe). Góra Schwabego je celoročně volně přístupná. Kopec nese jméno podle Gdaňského měšťana, kterým byl Jacob Schwabe, který v okolí působil v 17. století.
Poblíž se nachází ZOO Gdaňsk-Oliwa a hamr Kuźnia Wodna w Oliwie. 